# St. Peter (Turnhout)

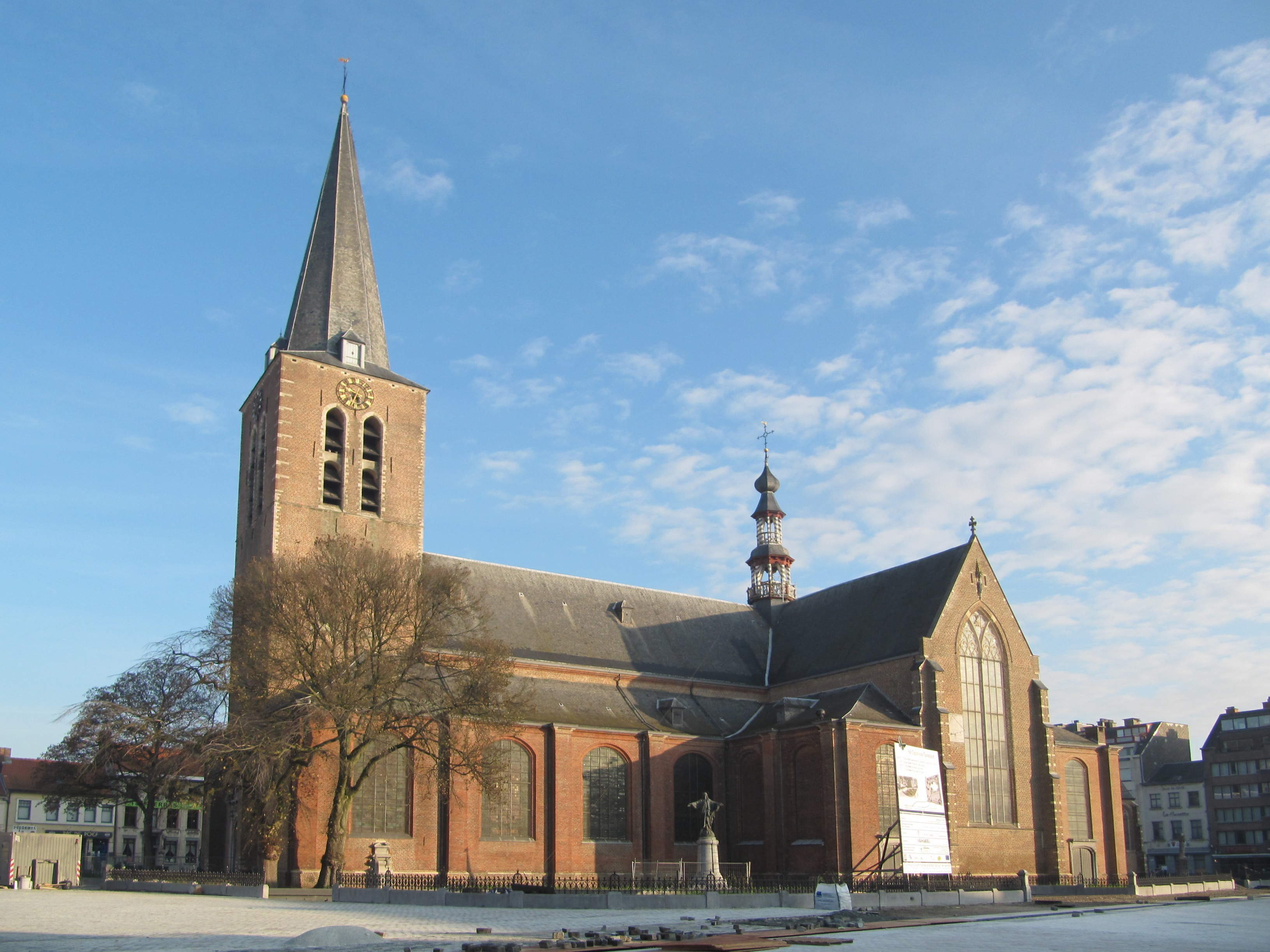
St. Peter (Turnhout)

Die römisch-katholische Kirche St. Peter in Turnhout (ausführlich niederländisch Decanale kerk Sint-Pieter en Sint-Barbara) ist eine reich ausgestattete Basilika mit einem frühgotischen Kern aus dem 13. bis 14. Jahrhundert, einem hohen gotischen Chor und Querschiff, einem Vierungsturm aus der Renaissance sowie einem pseudobasilikalen Kirchenschiff und Seitenschiffen im klassizistischen Stil. Sie steht unter Denkmalschutz und gehört zum Bistum Antwerpen.

## Baugeschichte

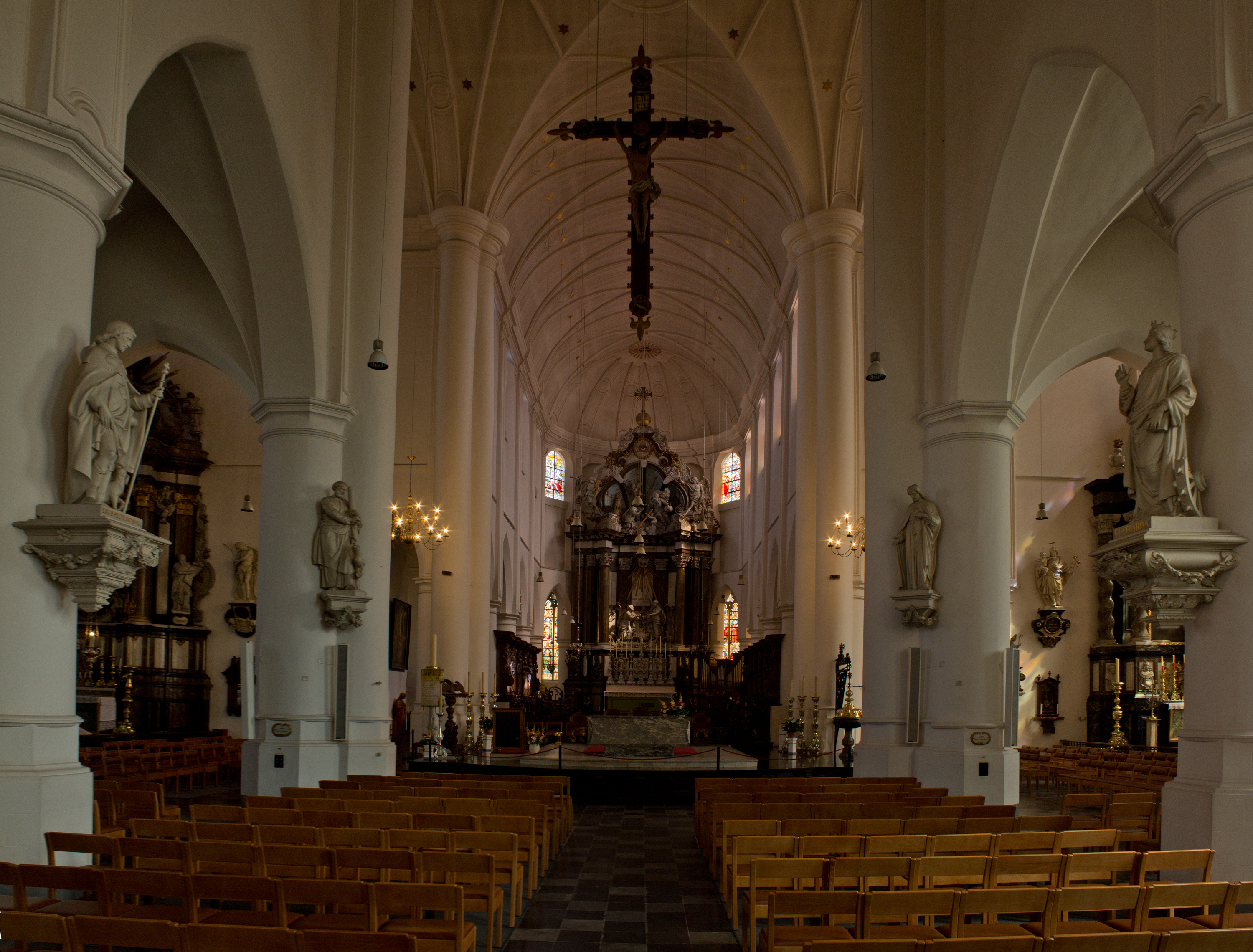
Innenansicht nach Osten

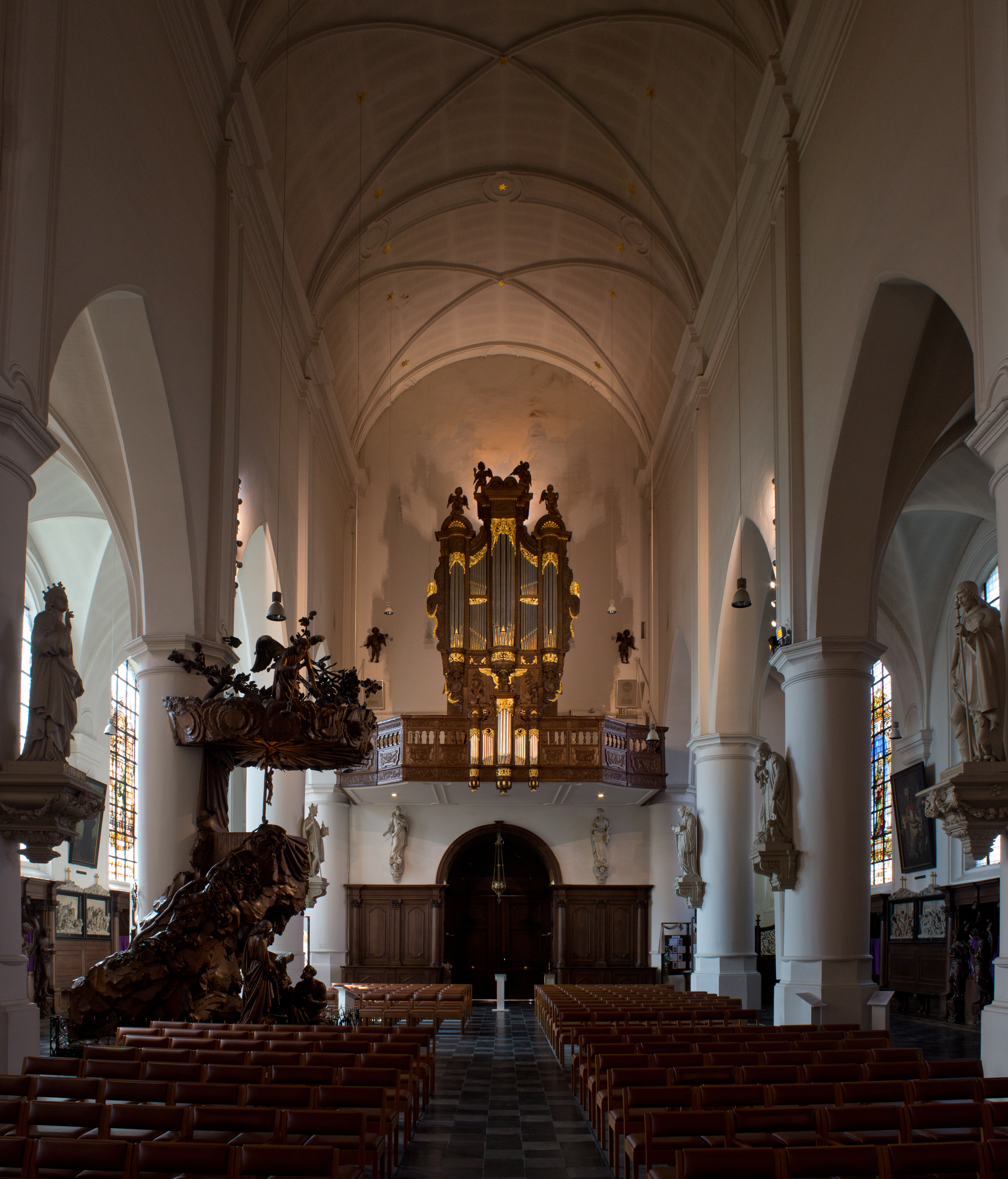
Innenansicht nach Westen

Die heutige Kirche ist an der Stelle eines älteren Bauwerks aus dem 13. Jahrhundert errichtet, von dem nur noch der untere Teil des Turms erhalten ist. Die Gründung des Kapitels im Jahr 1398 führte zu einer Erweiterung und Verschönerung des Gebäudes, wie die Erweiterung mit neuem Chor, Umgang, fünf Chorkapellen und Querschiff in den Jahren 1466 bis 1485 und zum Bau des Vierungsturms im Jahr 1634; dieser Turm wurde von dem Bildhauer Geerits Lieffmans aus Oosterhout angefertigt. Zwischen November 1739 und Oktober 1740 wurden nach dem Entwurf des Architekten Jan Pieter van Baurscheit des Jüngeren umfangreiche Reparatur- und Erweiterungsarbeiten durchgeführt: Das Kirchenschiff zwischen Turm und Querschiff wurde auf die Höhe des Chorfirstes angehoben und mit einem neuen Dach mit Dachrinnen versehen, neue Seitenschiffe wurden gebaut, die kleinen Querschiffe auf der Westseite des eigentlichen Querschiffs wurden abgerissen und auf der gleichen Höhe wie die neuen Seitenschiffe wieder aufgebaut; Innenausbau und Türrahmen folgten im Laufe des dritten Viertels des 18. Jahrhunderts. Die Sakristei und der darüber liegende Kapitelsaal stammen aus dem 19. Jahrhundert.
Die Ausstattung und Skulpturen stammen hauptsächlich aus dem 18. Jahrhundert. 1869 wurde das obere Turmsegment in seiner heutigen Form nach dem Entwurf des Architekten P. J. Taeymans errichtet. Unter der Leitung des Architekten J. L. Stynen wurden 1979 der Turm und das Glockenspiel restauriert, und 1987–1990 wurden das Äußere und Innere der Kirche restauriert.

## Beschreibung
Die Kirche steht frei in der Mitte des Grote Markt, der gegen Ende des 18. Jahrhunderts bis 1961–1968 gestaltet wurde, war aber an der Nord- und Ostseite eingebaut, wie aus früheren Stadtplänen ersichtlich ist. Ein ehemals ummauerter Friedhof umgibt die Kirche; die Patrioten und Österreicher waren die letzten, die hier begraben wurden, getötet am 27. Oktober 1789 (Brabanter Revolution), wie man am Gedenkstein, der 1889 neben dem Turm aufgestellt wurde, sehen kann; die Friedhofsmauer wurde 1904 zusammen mit dem alten Gedenkstein abgerissen.
Der Friedhof wurde umgestaltet in eine bewaldete Rasenfläche mit einer vergoldeten Bronzestatue des Heiligsten Herzens, 1918, aus dem Haus von Th. Koob (Antwerpen) und einer Statue der Muttergottes aus weißem Stein, 1926, geliefert von J. Jourdain (Brüssel), beide auf einem Blausteinsockel nach einem Entwurf des Architekten J. Taeymans. Der heutige Zaun mit Eisentoren auf einem hohen, mit Blaustein verkleideten Backsteinsockel stammt aus der Zeit um 1905; an der Südwestecke steht eine Blausteinstatue des Turnhouter Patrioten von L. van Herwegen aus dem Jahr 1989.

### Grundriss

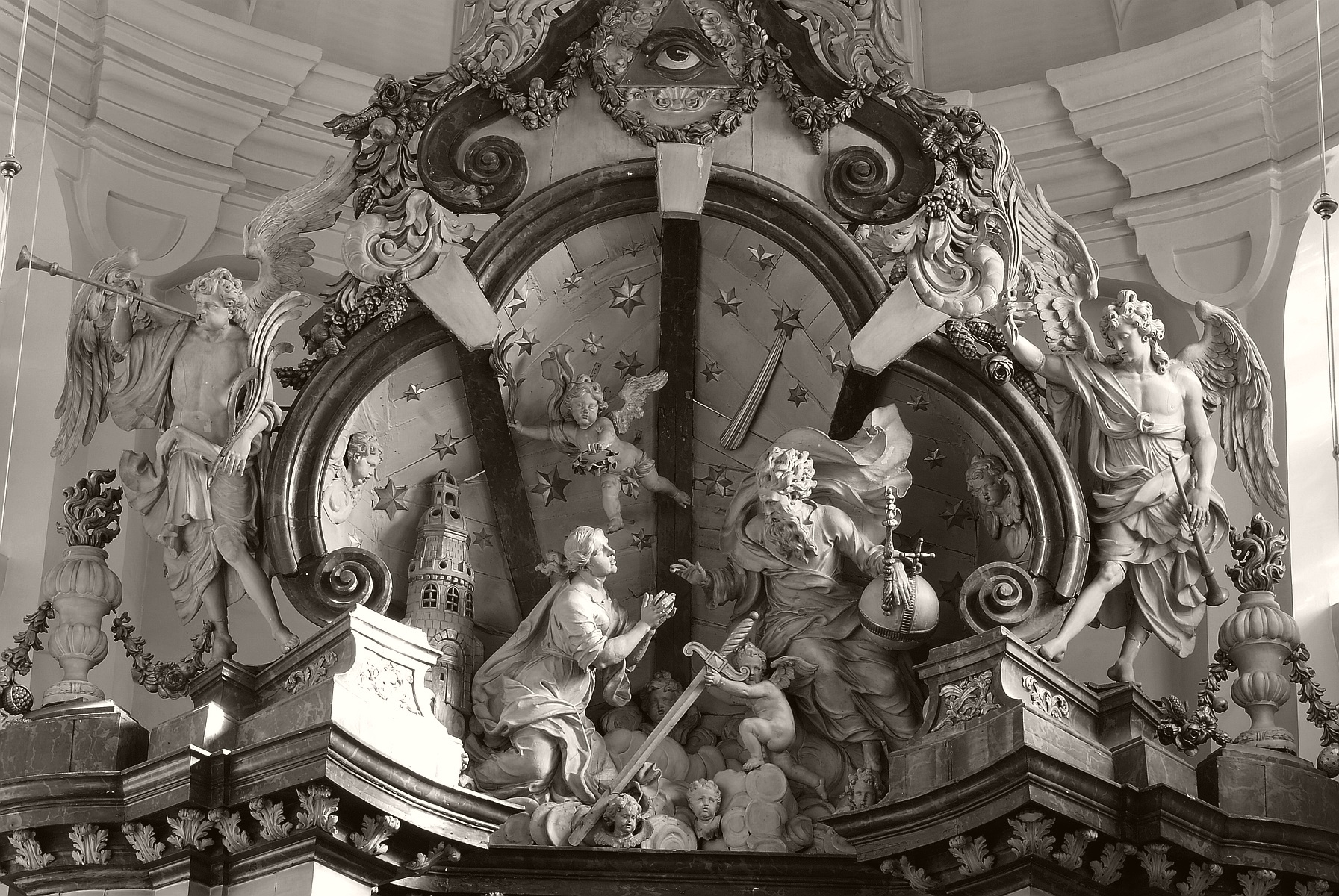
Barocke Hauptaltarbekrönung von Walter Pompe

Das Bauwerk ist eine kreuzförmige Kirche mit vierjochigem, dreischiffigem Langhaus, davon das erstere mit eingebautem Westturm, Taufkapelle (seit 1990 Wochentagskapelle) an der Nordseite und Gefallenenkapelle an der Südseite; ein zweijochiges, flachgedecktes Querschiff mit zwei Jochen; und ein vierjochiger Chor mit fünfseitiger Apsis, der Chorumgang, sowie fünf Seitenkapellen, davon vier mit dreiseitiger Apsis und eine mit rechteckigem Schluss gehören zum Raumprogramm; eine Sakristei mit oberem Kapellenraum im nördlichen Chorraum, die Schmerzensmutter-Kapelle und ein Lagerraum im südlichen Chorraum ergänzen das Bauwerk.

### Material
Der Kirchenbau ist aus Backstein auf einem Sockel aus demselben Material erbaut; Naturstein wurde nur für Traufgesimse, Eck- und Decksteine im Chor, in den Kapellen, im Querhaus und im oberen Teil des Turms, für die Einrahmung von Emporen, Maschenwerk, Türrahmen und Fensterbänke verwendet, alles in der Art der Kempener Gotik. Sattel-, Pult- und Walmdächer aus Schiefer mit Gauben und Türmen schließen das Bauwerk ab.

### Bauteile

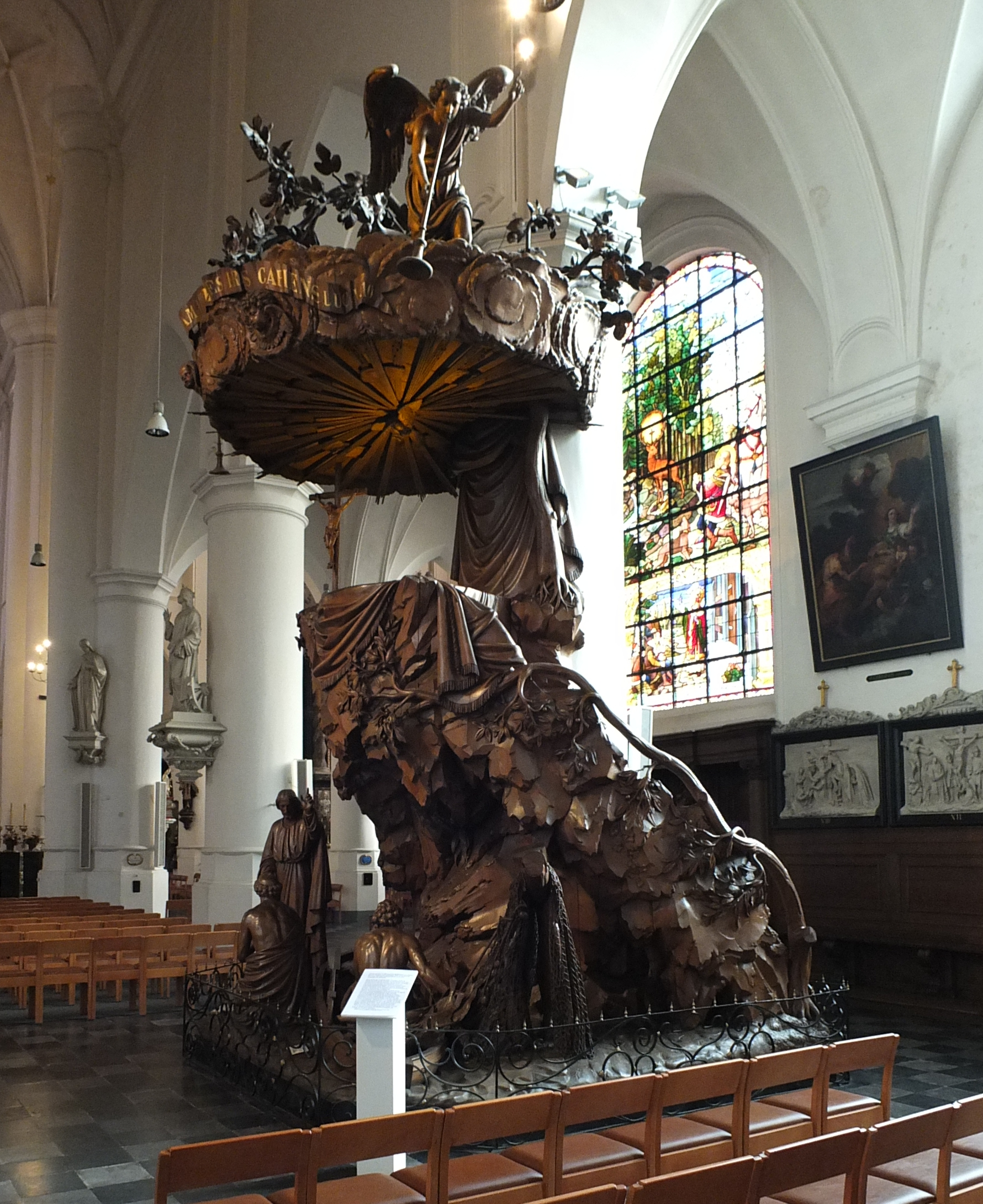
Kanzel

Ein dreiteiliger Westturm mit Unterteil aus dem 13. Jahrhundert wurde später mit einem Glockengeschoss mit Schlusssteinen und achteckiger, konkaver Turmspitze ergänzt. Ein Rundbogenportal von 1775 mit Inschrift im Mittelpfosten erschließt das Bauwerk, in klassizistischem Rahmen aus Blaustein ist ein profilierter Rundbogen mit Schlussstein und Akanthusblattmotiv in den Säumen angeordnet, gerahmt von Gebälk mit dorischen Pilastern, Fries mit Festons und Triglyphen und dreiseitigem Konsolengiebel; eine hölzerne Flügeltür (datierter Mittelpfosten) und Bogenfeld mit Tafeldekor erschließt das Innere. Das zweite Stockwerk ist mit blinden Spitzbogennischen versehen, die bei der Restaurierung auf der Höhe der alten Schallöffnungen hinzugefügt wurden, das dritte Stockwerk mit langen spitzbogigen Schallöffnungen, die mit weißem Naturstein umrahmt sind, die Zifferblätter der Turmuhr sind unter eingerahmten Rüstlöchern angebracht.
Die Seitenschiffe von Schiff und Querschiff sind mit profilierten Giebeln versehen, die mit Lisenen und Segmentbogenfenstern rhythmisiert sind, die Sakristei und der Kapitelsaal mit Rundbogenfenstern. Das Querschiff und der Chorbereich sind mit spitzen und profilierten Giebeln rhythmisiert, geprägt von verjüngten Strebepfeilern mit Sandstein-Eckquadern und Spitzbogenfenstern mit gotischem Maßwerk; die Fenster des Hochchors wurden in der zweiten Hälfte des 19. Jahrhunderts im Stil der Neorenaissance umgebaut. Der Giebel des südlichen Querschiffs ist mit einer Sonnenuhr aus dem 16. Jahrhundert versehen. Die kleinen Seitenschiffe des Querschiffs und des Lagerraums sind mit Kämpferbögen in Blausteinrahmen mit profiliertem Gang und Zierbalustraden aus dem Jahr 1759 gestaltet. Der zweiteilige, durchbrochene Vierungsturm trägt den bemalten hölzernen Glockenturm mit Helm und zwiebelförmiger Turmspitze, die 1989 nach Originalvorlage rekonstruiert wurden.

### Inneres
Während der Restaurierungskampagne 1987–1990 wurde das Innere neu verputzt und weiß gestrichen, mit einer Tafeldekoration, die der von Van Baurscheit um 1740 vorgeschlagenen und 1758–1759 in der letzten Renovierungsphase ausgeführten Innenausstattung entspricht (1904 wurden die Säulen verputzt). Die Inschrift 1758 in der Decke der Vierung verweist auf die Fertigstellung des Verputzes von Querschiff, Vierung und Chor, mit Stuckgewölben auf tonnenförmigem Gebälk, mit Rippen und Gurten, einem zentralen Gewölbeschlussstein mit Pflanzenmotiven und einer Sonnenscheibe mit Heiligenschein; das Mittelschiff des erhöhten Kirchenschiffs mit neuem tonnenförmigem Gebälk mit Rippen wurde in ähnlicher Weise verputzt und getüncht. Seitenschiffe, Chorumgang und Querkapellen sind mit steinernen Kreuzrippengewölben auf Konsolen versehen, die Spitzbögen ruhen auf Säulen mit polygonalem Sockel und Kapitellen. Die erste Säule auf der linken Seite des Hochchors enthält die Wendeltreppe zum ehemaligen Lettner.

## Ausstattung

### Gemälde und Skulpturen

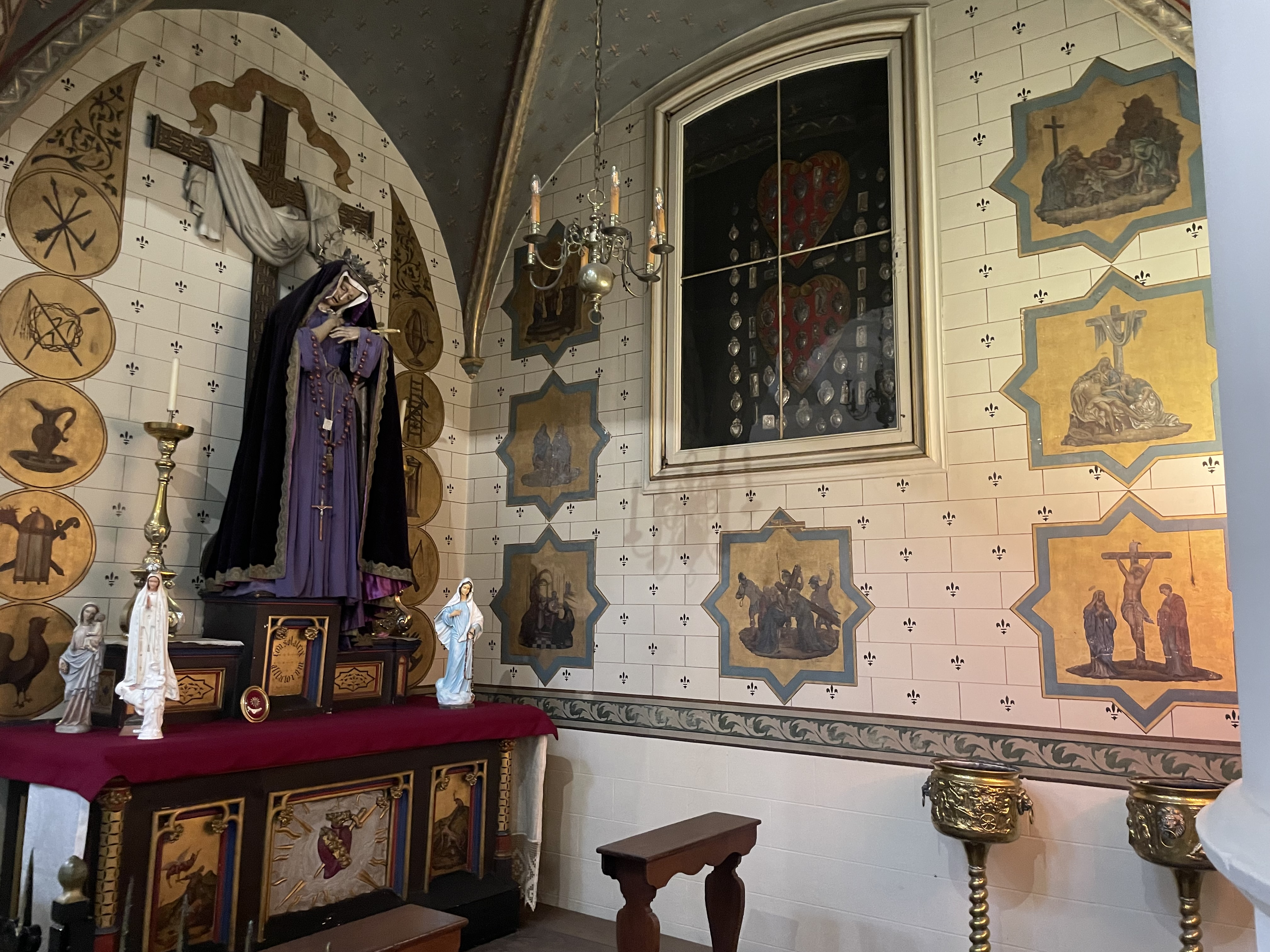
Schmerzensmutter von P. P. de Meyer

Folgende Gemälde sind zu nennen: Triptychon der heiligen Apollonia, 16. Jahrhundert; die Heiligen Klara und Franziskus von David Teniers dem Älteren, 1632; die Heiligen Sebastian, Lucia und Rochus von J. E. Quellinus, 1670; zahlreiche Gemälde aus dem 17., 18. und 19. Jahrhundert, unter anderem von Jacobus Smeyers, F. Quartier SJ, Pieter van Lint und F. Xavery.
Unter den Bildhauerwerken sind die folgenden Werke zu beachten: Steinstatuette Gottvater, 15. Jahrhundert; polychromierter Ecce Homo, um 1500, vom ehemaligen Friedhof St. Peter; Holzstatuen aus dem 15., 16., 17., 18. und 19. Jahrhundert, darunter die Streitende und die Triumphierende Kirche von H. F. Verbrugghen aus dem 17. oder 18. Jahrhundert, verschiedene Skulpturen von Walter Pompe aus dem 18. Jahrhundert, Schmerzensmutter von P. P. de Meyer aus der zweiten Hälfte des 19., Triumphkreuz aus dem 16. Jahrhundert, St. Anna selbdritt aus Alabaster aus dem 17. Jahrhundert. Zwei Reliquienschreine sind aus dem 17. Jahrhundert, ein Reliquienschrein der heiligen Barbara von Walter Pompe, 1740.
Das schmiedeeiserne Geländer in der Kapelle St. Anna und der Ausstellungsthron in der Kapelle St. Vincent a Paulo stammen von Walter Pompe aus dem 18. Jahrhundert. Die skulptierte Liste der Mitglieder der Bruderschaft des Heiligen Rosenkranzes wurde von L. Bartels 1877 gefertigt. Plastische Kreuzwegstationen stammen von H. Peeters-Divoort und P. P. De Meyer, 1853–1857, ein Osterkerzenleuchter aus weißem Marmor von Alf. Peeters, 1933.

### Mobiliar

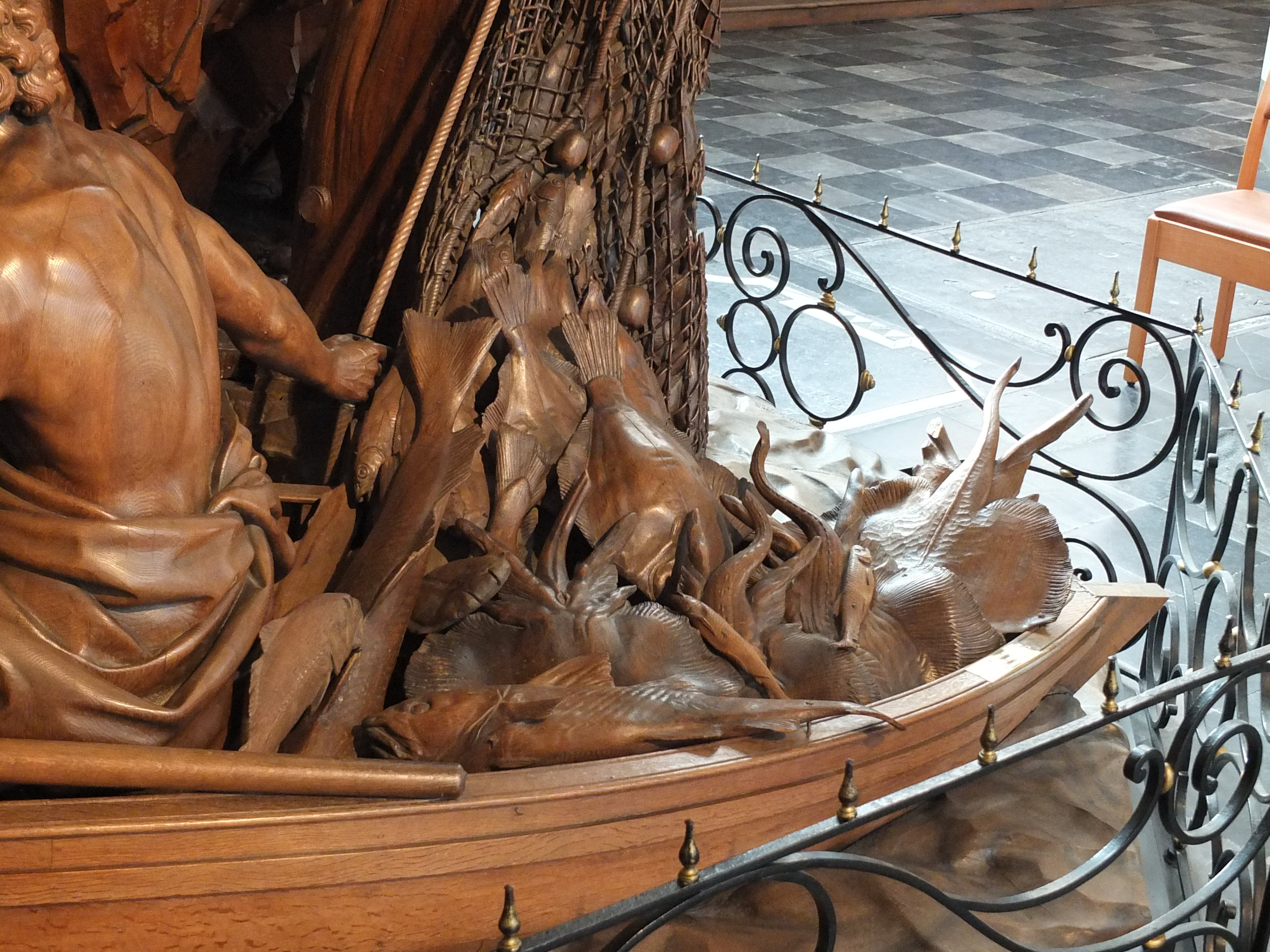
Naturalistische Darstellung des Meeresgetiers an der Kanzel

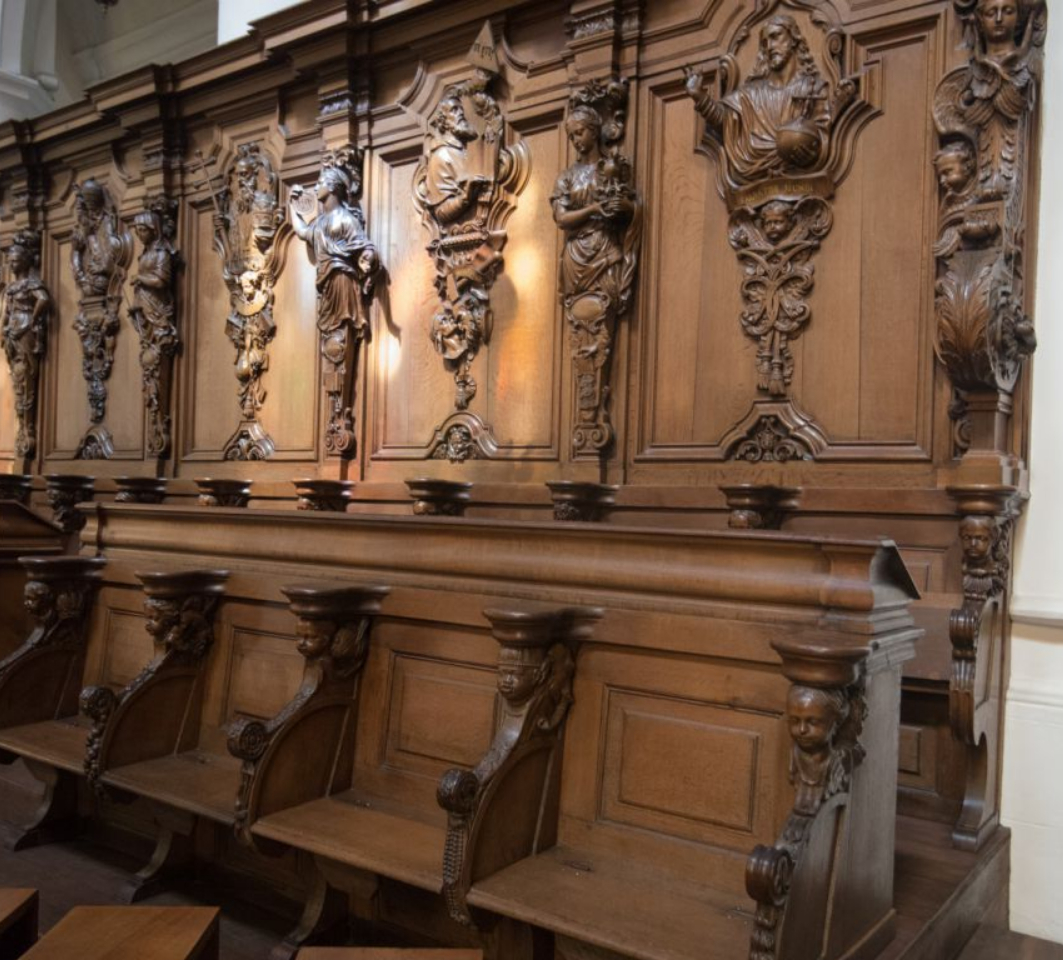
Chorgestühl von Jan Claudius de Cock

Der Hochaltar, der den Heiligen Petrus und Barbara gewidmet ist, und ein barocker Vorbaualtar von Walter Pompe datieren aus dem Jahr 1740. Der nördliche Seitenaltar, der Muttergottes gewidmet, ist ein barocker Vorbaualtar von Joannes Peeters, 1771, mit bekleideter Muttergottesstatue aus dem 17. Jahrhundert und Ausstellungsthron von Walter Pompe, 1739. Der südliche Seitenaltar, dem Heiligen Sakrament geweiht, ist ein neobarocker Vorbaualtar, 1929–1930 von der Firma Peeters (Lüttich) erneuert, mit Abendmahl von Th. Boeyermans, 1673, und Tabernakel, um 1700. Ein Barockaltar steht in der Kapelle der Gefallenen, aus dem 18. Jahrhundert. In den Chorkapellen sind neugotische Altäre von K. Stroobant und anderen aufgestellt. Ein Marmor-Sakramentsaltar wurde 1969 über den ehemaligen Krypten, möglicherweise von Domherren des Kapitels, erbaut. Eine schmiedeeiserne Chorschranke stammt von Walter Pompe, 18. Jahrhundert; die Kapelle der Gefallenen ist mit Holz- und Eisenschranken aus dem 18. Jahrhundert versehen.
Das Chorgestühl ist von J. Cl. de Cock, 1713, aus dem Priorat von Corsendonk; Gestühl und Vertäfelung im südlichen Querschiff sind von 1768, im nördlichen Querschiff von Jan Peeters von 1774.
Die monumentale Kanzel wurde von H. Peeters-Divort 1862 geschaffen; die kleine Kanzel aus dem 18. Jahrhundert in der Sankt-Joseph-Kapelle stammt aus der alten Kapelle von Zondereigen.
Die Beichtstühle und Vertäfelung im nördlichen und südlichen Seitenschiff wurden von J. B. Peeters nach einem Entwurf des Architekten J. P. van Baurscheit um 1740 gefertigt; gegenüber befindet sich die Kapelle des heiligen Vinzenz von Paul mit Beichtstuhl aus dem 18. Jahrhundert, aus dem alten Krankenhaus.
Die Empore stammt aus der Zeit um 1750; 1987–1990 wurde sie mit Zugankern in der Turmwand verankert. Die Orgel, im Kern zurückgehend auf die Orgel von J. le Royer von 1662, wurde erweitert und renoviert, 1743 von G. Davidts (Antwerpen), 1780 von Aeg.- Fr. P. van Peteghem (Gent), 1888 von Ch. Anneessens (Geraardsbergen) und 1937 von J. Stevens (Duffel); eine Generalrestaurierung erfolgte 1995–1997 von J. Potvlieghe (Tollembeek). Die Orgel hat heute 40 Register auf drei Manualen und Pedal. Die Chororgel wurde 1978 von B. Pels-D'Hondt (Herselt) erbaut und hat acht Register auf zwei Manualen und Pedal.
Ein grauer Marmortaufstein mit Kupferdeckel und schmiedeeisernem Schwenkarm datiert aus dem 18. Jahrhundert. Das Lesepult für den Chor wurde um 1700 beschafft. Ein Altar aus weißem Stein und Marmor von A. Peeters (1933) steht in der Kapelle der Gefallenen.
Neogotische Wandmalereien befinden sich in der Kapelle der Schmerzensmutter, die unter anderem das Lamm Gottes, die vier Evangelisten, die sieben Schmerzen Marias und die Leidenssymbole Christi darstellen.

### Glasmalereien

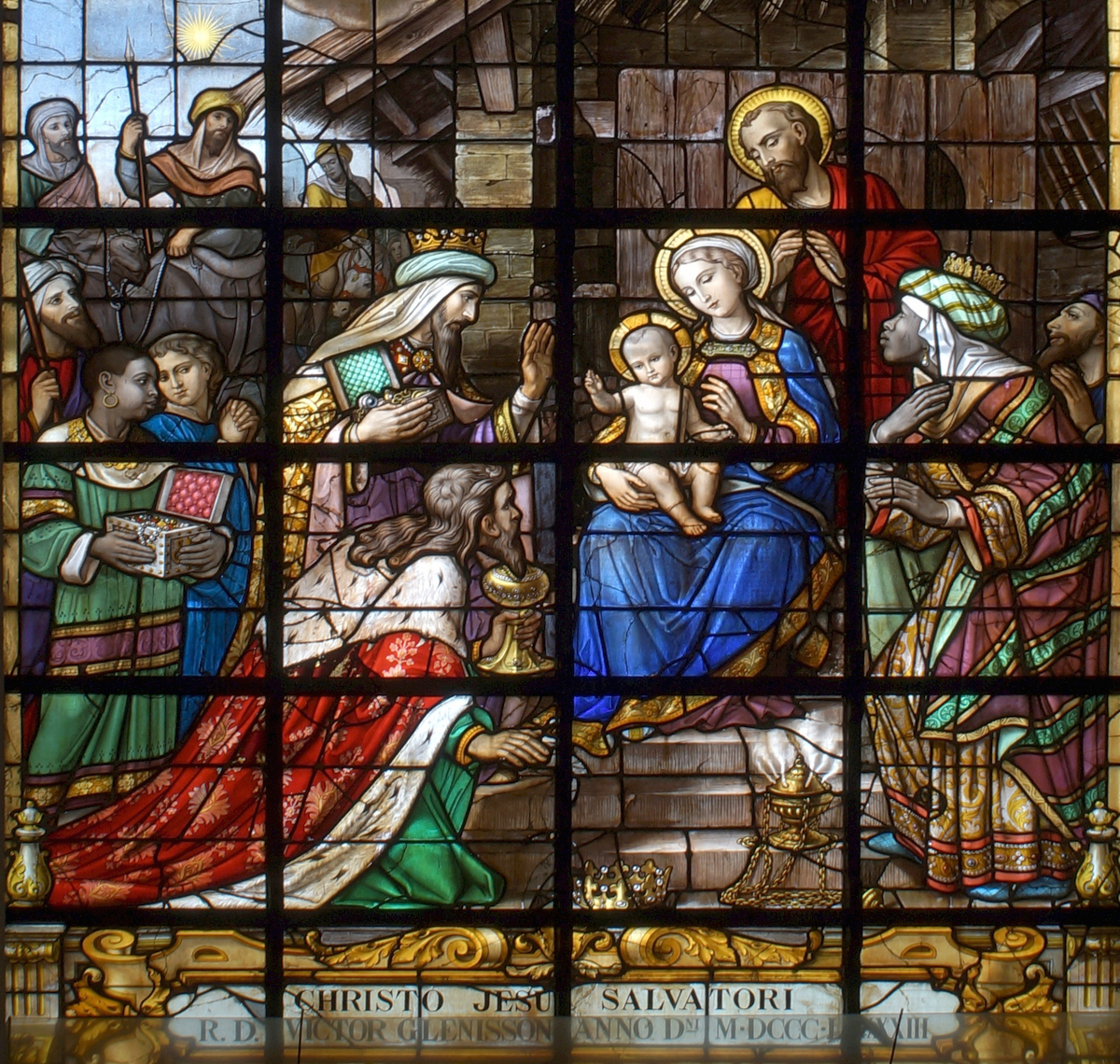
Detail der Glasmalerei von J.-B. Capronnier (1883)

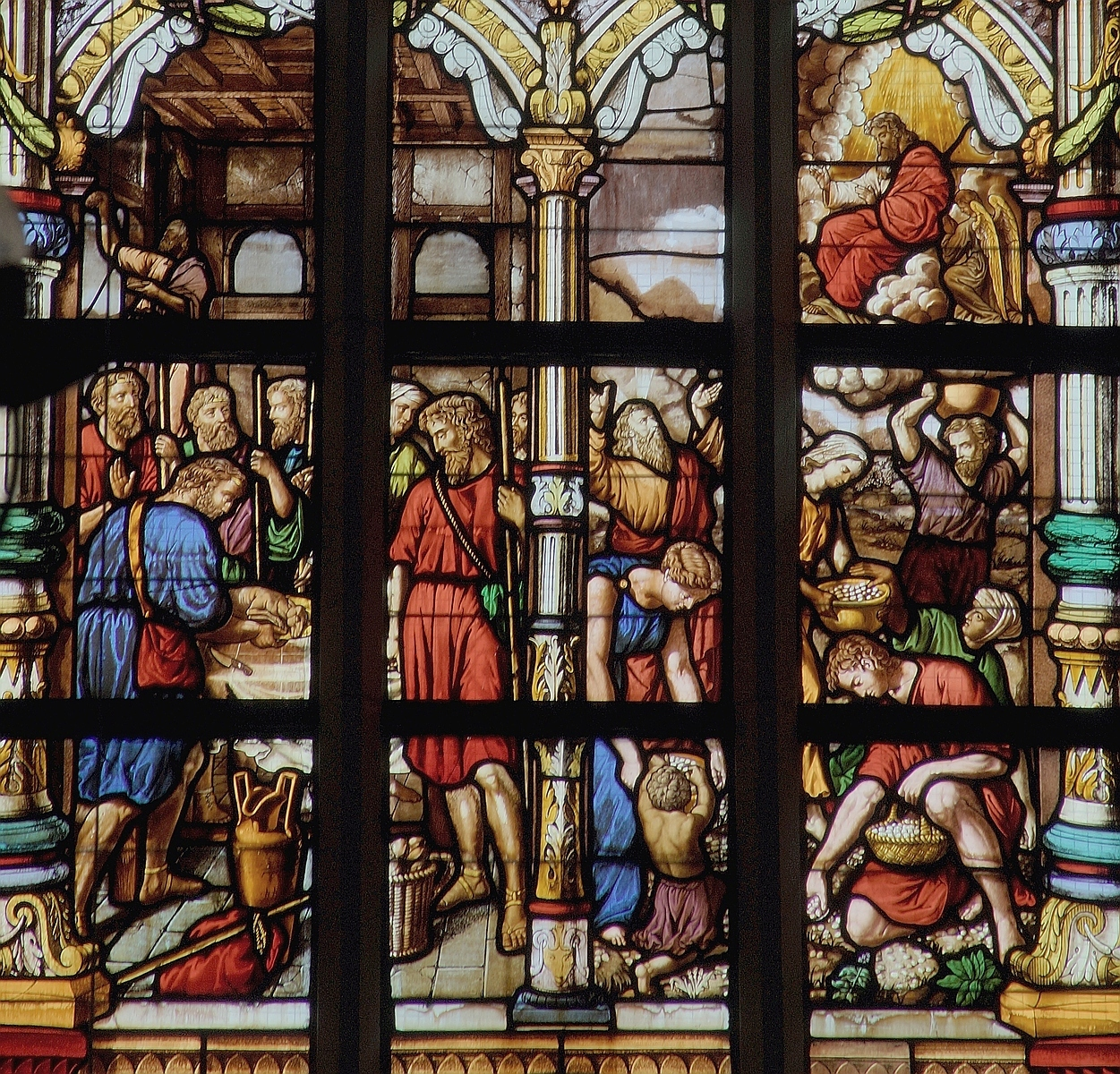
Detail der Glasmalereien von Charles Lévêque

Unter den Glasmalereien sind zu erwähnen: von J. B. de Béthune (Gent), 1872 und 1875; von der Firma S. Coucke (Brügge), 1878 und folgende; von der Firma Charles Levêque (Beauvais), 1877 und 1881; von J. B. Capronnier (Brüssel), 1883 und 1884; von Leop. Pluys (Mechelen), um 1888; von Edw. Mertens (Brüssel), 1896 nach einem Entwurf von A. Strymans, und 1901; schöne unsignierte Fenster, 1903; von der Firma Barry und Crick (Brüssel), 1924; von G. Ladon (Gent), 1933–1934; von der Firma Huygens (Brüssel), 1929, 1931 und um 1945; von der Firma Crick (Brüssel) nach einem Entwurf von Crespin, 1943 und 1945.

### Grabdenkmäler
Zahlreiche Grabsteine stammen aus dem 18. Jahrhundert, zwei Wandtafeln aus dem 17. Jahrhundert, ein Grabmal zu Ehren von P. J. De Nef von K. Geerts, 1851.
Die Gedenkkapelle (Kapelle der Gefallenen) ist mit einer 1931 eingebauten Glasmalerei mit der Inschrift „Aan onzer Helden“ (Unseren Helden) versehen. Mitten im Krieg segnet das Heiligste Herz einen sterbenden Soldaten, dem ein Engel die Palme des Sieges überreicht. Auch die Wappen von Belgien (Motto: „Eendracht maakt macht“), Turnhout und von Kardinal Mercier (Motto: „Apostolus Jesu Christi“) sind dargestellt. Die Namen der gefallenen Soldaten sind auf einer großen Marmorplatte an der Außenwand eingraviert.